# Julia Sarah Stone
Pour les articles homonymes, voir Stone.
Julia Sarah Stone, née le 24 novembre 1997 à Vancouver, est une actrice canadienne.

## Biographie
En 2017, elle tient le rôle d'Eva auprès d'Evan Rachel Wood dans le film de Carlos Sanchez et Jason Sanchez, Allure.

## Filmographie

### Cinéma

#### Longs métrages
- 2011 : The Year Dolly Parton Was My Mom : Elizabeth
- 2012 : Vampire Dog : Skylar
- 2013 : Heart of Dance : Anna Charmichael
- 2014 : Surfacing : Sam
- 2015 : Unearthing : Chris Adams
- 2015 : Every Thing Will Be Fine : Mina
- 2016 : The Unseen : Eva
- 2016 : Weirdos : Alice
- 2017 : The Space Between : Emily
- 2017 : Allure : Eva
- 2020 : Come True : Sarah

#### Courts métrages
- 2009 : A Brush of Red
- 2011 : Sunday's Child  : Madison Chapman
- 2011 : She's a Soul Man : Lou Cameron
- 2011 : Zombie Jesus  : Angelica (créditée comme Julie Chappel)
- 2011 : Ellipse  : Elle
- 2012 : Crushed  : Carolyn
- 2013 : Calling Out Fire  : Rain
- 2014 : Rattlesnake  : l'étrangère
- 2016 : Your Mother and I  : Johnna

### Télévision
- 2011 : The Pastor's Wife (téléfilm) : Hannah Winkler
- 2012 : Emily Owens M.D.  : Abbey / Frizzy Haired Girl (2 épisodes)
- 2012 : Residenz  : Beverly
- 2013 : Tasmanian Devils (téléfilm) : Kid
- 2013 : The Killing  : Lyric (12 épisodes)
- 2011-2013 : R.L. Stine's The Haunting Hour : Naomi / Lexi / Sally (3 épisodes)
- 2014 : How and Why (téléfilm)
- 2015 : Falling Skies  : Caitlin (2 épisodes)
- 2016 : Aftermath (en) : Dana Copeland (13 épisodes)